# 朗巴利希
朗巴利希（德語：Langballig）是德国石勒苏益格－荷尔斯泰因州的一个市镇。总面积15.42平方公里，总人口1510人，其中男性750人，女性760人（2011年12月31日），人口密度98人/平方公里。